# 秦昌遇

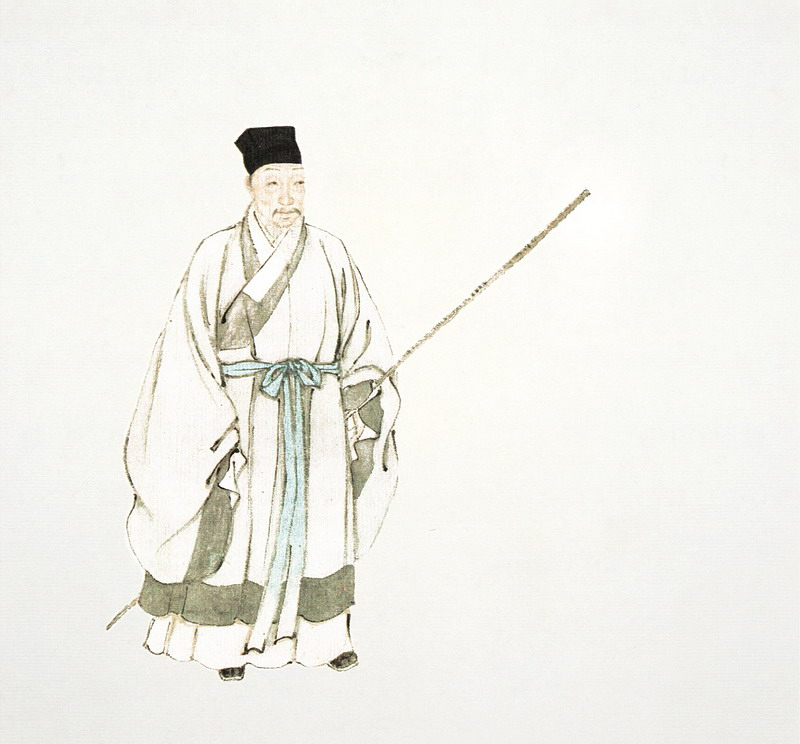
《松江邦彥畫像》之秦昌遇像

秦昌遇（?—?），字景明，號廣埜山道人。雲間（今上海市松江區）人，明朝醫家。 
生卒年不詳。幼時聰明，因身體多病，遂學醫。秦氏醫技高超，其或病至沉篤時，張口瞑目，投劑能立起。，精小兒科與內科，求治者門庭若市。著有《症因脉治》、《醫驗大成》、《幼科折衷》、《大方折衷》、《痘科折衷》傳世。